# Werner-von-Siemens-Schule (Cham)

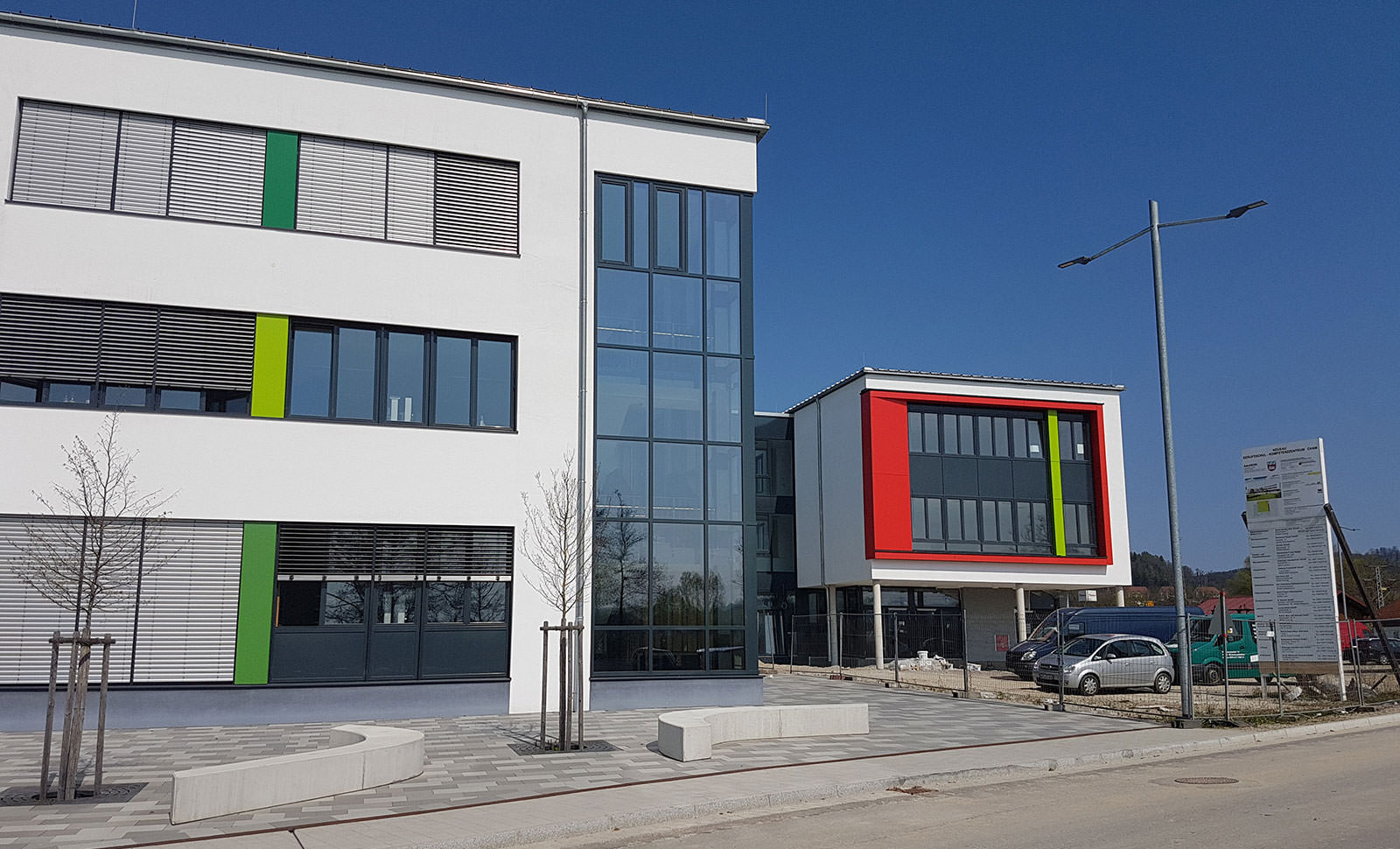
Der Neubau in der Badstraße schreitet voran.

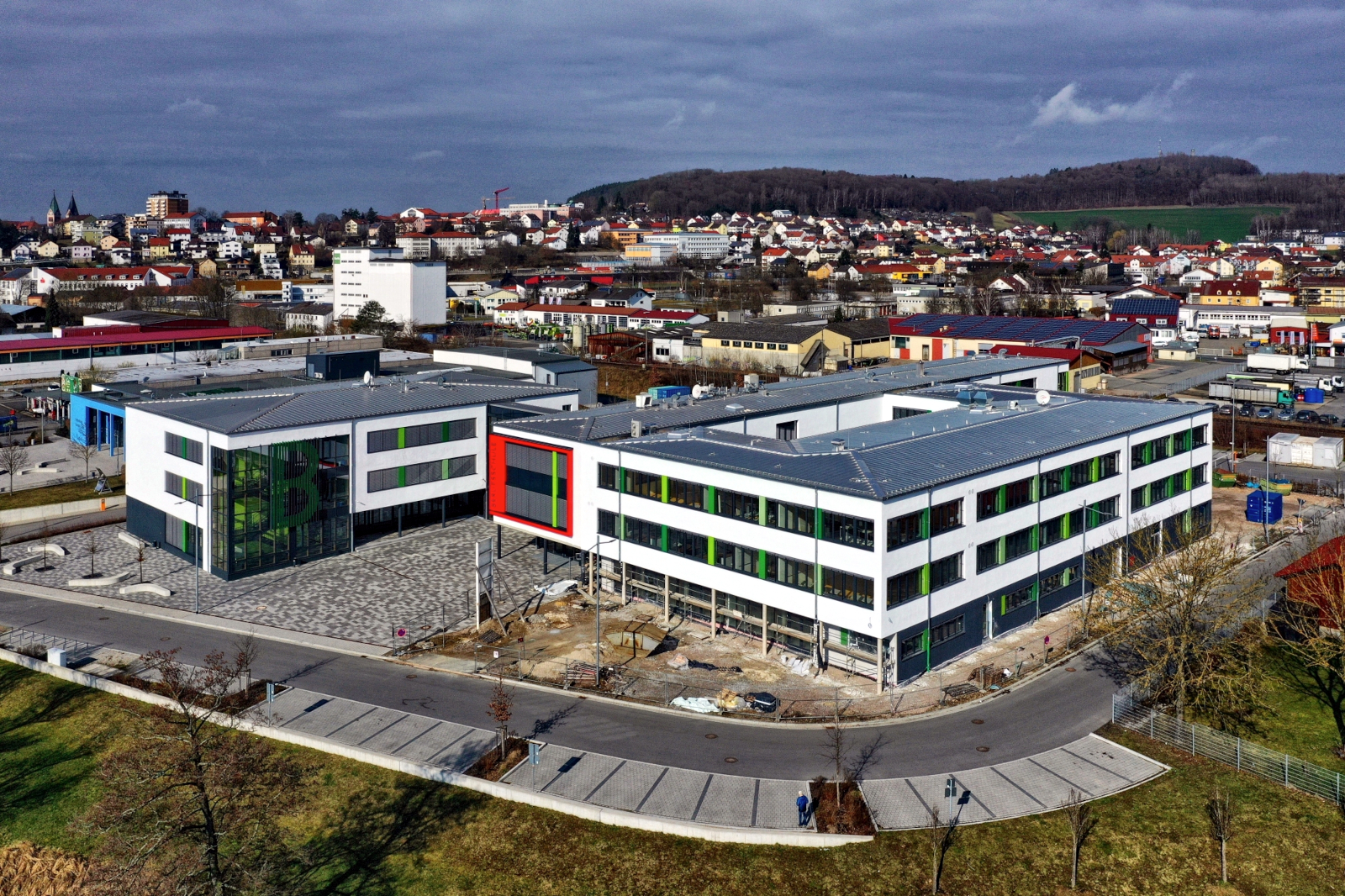
Im März 2020 ist auch Modul 4 fertiggestellt.

Die Werner-von-Siemens-Schule (kurz: WvSS) ist eine staatliche Berufsschule im Landkreis Cham in der Oberpfalz.

## Namensgeber
Namensgeber der Schule ist der Erfinder und Industrielle Werner von Siemens (1816–1892). Die Berufsschule trägt seit 1967 seinen Namen aufgrund eines Stadtratsbeschlusses der Stadt Cham vom 5. April 1967.

## Profil der Schule
Ein besonderes Anliegen der Werner-von-Siemens-Schule ist eine möglichst weitgehende Beschulung der Auszubildenden vor Ort. So ist die Berufsschule an verschiedenen Standorten im Landkreis Cham präsent. Sie umfasst alle Ausbildungsberufe der Region Oberer Bayerischer Wald.

## Schulorte
Die Werner-von-Siemens-Schule verteilt sich auf fünf Standorte im Landkreis Cham. Die Stammschule befindet sich in Cham selbst, Außenstellen liegen in Furth im Wald, Roding und Waldmünchen, eine Nebenstelle in Cham am Schulberg.

## Fachbereiche
An der Werner-von-Siemens-Schule werden ca. 3.000 Auszubildende in folgenden Fachbereichen beschult:
- Bautechnik (Außenstelle Furth im Wald)

- Elektrotechnik und Mechatronik (Stammschule Cham)

- Gastronomie (Stammschule Cham, bis Juni 2020: Nebenstelle Cham)

- Gesundheit (Stammschule Cham, bis Juni 2020: Nebenstelle Cham)

- Hauswirtschaft (Stammschule Cham, bis Juni 2020: Nebenstelle Cham)

- Holztechnik (Außenstelle Furth im Wald)

- Metalltechnik I (Maschinenbau, Fertigungstechnik) (Außenstelle Roding)

- Metalltechnik II (Anlagenbau) (Stammschule Cham, bis Juli 2017: Außenstelle Bad Kötzting)

- Metalltechnik III (Kfz) (Stammschule Cham)

- Nahrung (Stammschule Cham, bis Juni 2020: Nebenstelle Cham)

- Wirtschaft und Verwaltung (Stammschule Cham, bis Juni 2020: Nebenstelle Cham)

Leistungsfähige und -bereite Auszubildende haben die Möglichkeit, durch Besuch von Zusatzunterricht während der Ausbildung die Fachhochschulreife zu erlangen. Berufsschule plus dauert drei Jahre und kann im ersten, aber auch zweiten Jahr der Ausbildung begonnen werden.
In früheren Jahren wurden Auszubildende auch in folgenden Fachbereichen beschult:
- Agrarwirtschaft (Stammschule Cham)

- Bekleidungstechnik  (Außenstelle Waldmünchen)

- Farb- und Raumgestaltung (Außenstelle Bad Kötzting)

- Holztechnik (Außenstelle Waldmünchen)

- Körperpflege (Stammschule Cham)

## Geschichte

### Überblick
Die Werner-von-Siemens-Schule wurde 1907 in Cham als gewerbliche Fortbildungsschule gegründet. Vorläufer waren gewerbliche Fortbildungsschulen und landwirtschaftliche Berufsschulen. Im ersten Jahr des Bestehens wurden in drei Klassen insgesamt 137 Schüler in 24 verschiedenen Berufen unterrichtet.

### Chronologie
1884 erfolgte die Gründung einer zweikursigen Tagesfortbildungsschule mit freiwilligem Schulbesuch durch die Stadtgemeinde Cham. Am 13. Dezember 1906 beschloss der Stadtmagistrat Cham, an Stelle der freiwilligen Tagesfortbildungsschule eine verpflichtende gewerbliche Fortbildungsschule zu errichten. Am 5. August 1907 wurden die Lehrpläne durch die Königliche Regierung der Oberpfalz veröffentlicht. Im gleichen Jahr erfolgte die Einschreibung und Verteilung der Schüler, so dass am 7. Oktober 1907 der Unterricht aufgenommen werden konnte.
Am 12. November 1920 wurde die Umwandlung der gewerblichen Fortbildungsschule in eine öffentliche Berufsfortbildungsschule für Knaben beschlossen und 1929 eine Berufsfortbildungsschule für Mädchen eingerichtet. 1930 kam eine kaufmännische Fachabteilung hinzu.
1932 wurde erstmals die Bezeichnung „Berufsschule Cham“ verwendet. Ab 1934 ordnete das Bayerische Staatsministerium für Unterricht und Kultus Turnunterricht an den Berufsschulen an. Seit 1938 hatten auswärtige Lehrlinge die Möglichkeit zum gastweisen Besuch, soweit die Raumverhältnisse und die Schülerzahlen dies gestatteten.
Im April 1949 wurde eine landwirtschaftliche Berufsschule in Cham errichtet.
Am 5. April 1967 beschloss der Stadtrat Cham die Vergabe des Namens „Werner-von-Siemens-Schule“. Am 1. September 1973 wurden die bis dahin selbstständigen Berufsschulen Cham, Furth im Wald, Kötzting, Roding und Waldmünchen zu einer Kreisberufsschule zusammengefasst, die am 1. August 1974 in staatliche Trägerschaft überging.
Am 22. April 2007 feierte die Werner-von-Siemens-Schule ihr 100-jähriges Jubiläum.
Im Juni 2017 wurde mit dem Umzug der Verwaltung der Stammsitz der Werner-von-Siemens-Schule in den Neubau, Badstraße 23, verlegt. Der Standort Dr.-Muggenthaler-Straße 11 ist seitdem Nebenstelle.
Seit dem Schuljahr 2023/2024 ist die Berufsschule Teil des Staatlichen Beruflichen Schulzentrum Cham Werner-von-Siemens.